# Rachel Watson
Rachel Watson (Perth, 17 ottobre 1991) è un'attrice australiana, principalmente conosciuta per il ruolo di Tayla nella seconda stagione della serie televisiva di Nine Network The Sleepover Club; in Italia è andata in onda su Disney Channel e Italia 1.
Il suo personaggio è l'equivalente di Felicity nella prima stagione del serial, in quanto entrambe interessate principalmente alla moda.
In seguito l'attrice è stata protagonista di alcune campagne pubblicitarie televisive, fra cui quella per la RAC WA, andata in onda nel corso del 2007 e per Harvey Fresh. Nel 2008 Rachel Watson ha partecipato ad alcuni cortometraggi australiani come The Music Box diretto da Luke Hardman e Can You Repeat That?.